# Ngu Cơ
Ngu Cơ (chữ Hán: 虞姬, bính âm Hán ngữ: Yú Jī; khoảng 230 TCN - 202 TCN), mang họ Ngu, tên thật là Ngu Diệu Dặc (虞妙弋), thường được người đời sau gọi là Ngu mỹ nhân (虞美人), là người vợ duy nhất của Tây Sở Bá Vương Hạng Vũ – một vị tướng quân phiệt thời kỳ Hán Sở tranh hùng.
Bà là nhân vật nổi tiếng trong lịch sử,  văn hóa dân gian Trung Hoa với cuộc đời gắn bó cùng Hạng Vũ. Ngu Cơ được nhắc đến lần đầu trong Sử ký Tư Mã Thiên, sau đó là Hán thư và dần được truyền tụng trong đời sống bình thường. Bà gắn liền với điển tích "Bá Vương biệt Cơ" (霸王别姬), một điển tích nổi tiếng về tình cảm, trở thành nỗi bi ca được nhớ đến qua nhiều thời kỳ trong nghệ thuật, thơ, phú, hội họa, và điện ảnh hiện đại.
Trong văn hóa dân gian, Ngu Cơ là một trong Tứ đại tình nữ (四大情女) – hình tượng về tình cảm sâu sắc của những người phụ nữ Trung Quốc xa xưa.

## Lịch sử ghi lại

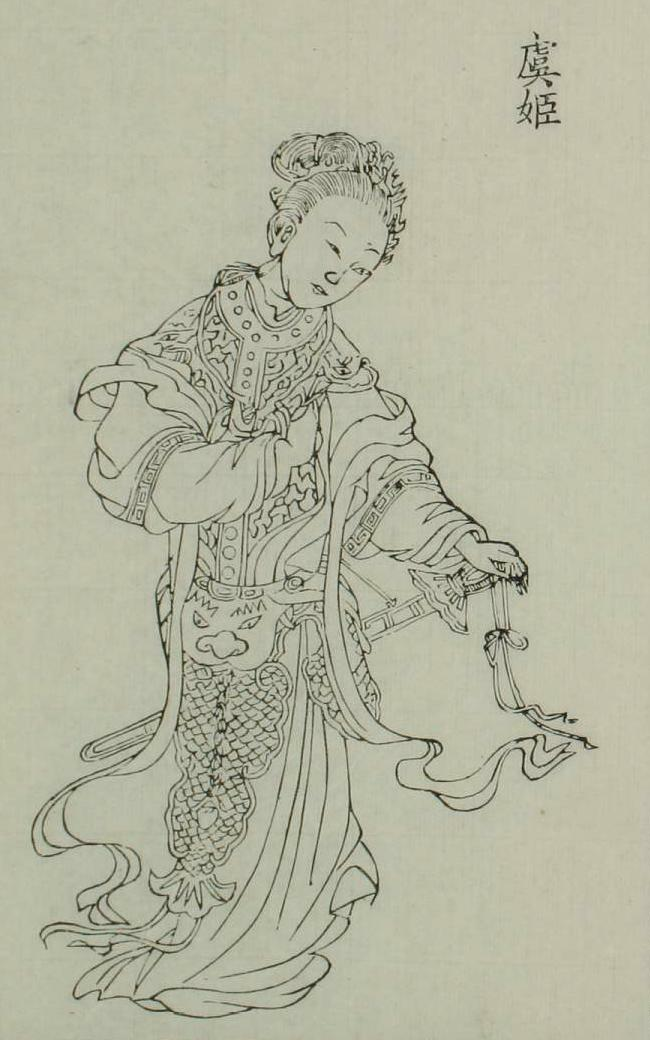
Tranh Ngu Cơ trong tác phẩm thời nhà Thanh.

Ngu Cơ là một nhân vật sống ở thời kỳ chuyển giao giữa Vương quốc và Đế quốc trong lịch sử Trung Quốc. Xuất thân của Ngu Cơ hiện tại không có một tài liệu cổ nào chứng minh, theo hiểu biết thông thường, bởi vì bà trở thành vợ của Hạng Vũ, nên người đời thường cho rằng Ngu Cơ sinh tại vùng đất quê hương của Hạng Vũ là nước Sở, nay là tỉnh Giang Tô. Đối với tên họ của bà, sách Sử ký ghi rằng "Mỹ nhân tên Ngu" (美人名虞), trong khi sách Hán thư ghi lại là "Mỹ nhân họ Ngu thị" (美人姓虞氏).
Năm 209 TCN, Hạng Vũ và chú là Hạng Lương khởi nghĩa để lật đổ nhà Tần. Không rõ thời điểm Ngu Cơ và Hạng Vũ gặp nhau. Hiện tại ngoài danh xưng "Mỹ nhân" trong hai quyển chính sử, người đời cũng không rõ quá trình kết thành phu thê của bà và Hạng Vũ. Theo hai cuốn chính sử, Ngu Cơ thường hay đi cùng Hạng Vũ.
Vào năm 202 TCN, Hạng Vũ và quân Sở bị bao vây ở thành Cai Hạ bởi liên quân của Lưu Bang, Hàn Tín và Bành Việt sau loạt trận bất lợi trước số lượng đông đảo của quân Hán. Lúc này, Ngu Cơ đi theo ông ở trận tiền. Quân Hán hát các bài hát dân gian của đất Sở để tạo ra một ấn tượng là nước Sở đã bị quân Hán chiếm, Hạng Vũ thốt lên: "Hán đã chiếm Sở rồi sao? Vì đâu mà người Sở còn nhiều thế?!". Tinh thần chiến đấu của quân Hạng Vũ giảm mạnh và một số binh lính đã đào ngũ bỏ trốn. Tuyệt vọng, Hạng Vũ dùng rượu và hát một bài hát mà người đời sau đã gọi là "Cai Hạ ca" (垓下歌), Ngu Cơ đã hát theo ông. Lời bài hát vẫn còn được cả hai sách chính sử ghi lại:
| 力拔山兮氣蓋世 時不利兮騅不逝 騅不逝兮可奈何！ 虞兮虞兮奈若何！ | Lực bạt sơn hề, khí cái thế, Thời bất lợi hề, Truy bất thệ Truy bất thệ hề khả nại hà, Ngu hề, Ngu hề nại nhược hà. | Sức dời núi, khí trùm trời, Ô Truy chùn bước bởi thời không may! Ngựa sao chùn bước thế này? Ngu Cơ, biết tính sao đây hỡi nàng? |

Hát xong, Hạng Vũ lên ngựa, cùng hơn 800 người trong đêm phá vòng vây phóng ra ngoài, sau đó tự sát ở Ô Giang. Kết cục của Ngu Cơ hoàn toàn không được đề cập trong hai bản chính sử này.

## Điển tích

### Bá Vương biệt cơ

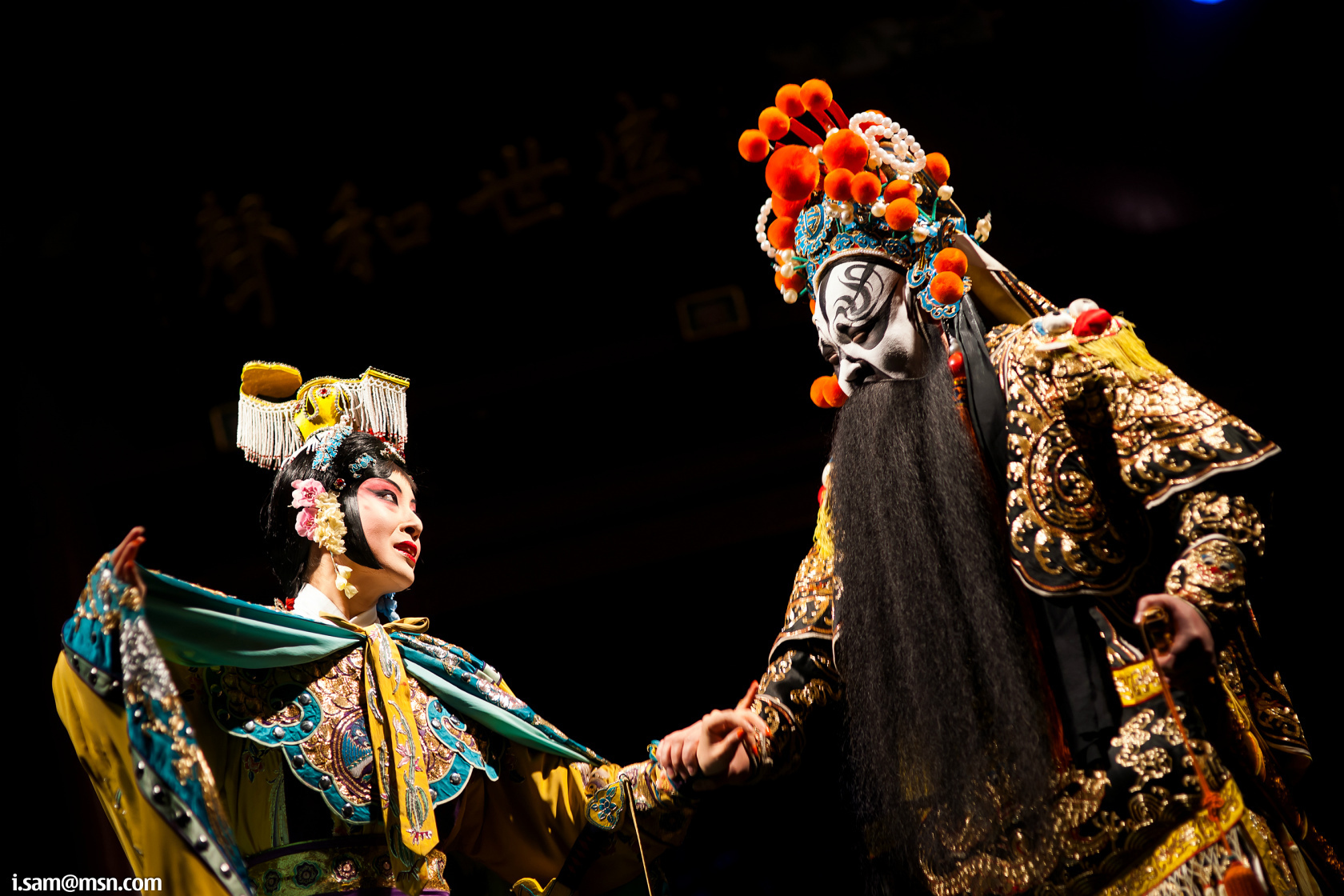
Tạo hình Hạng Vũ và Ngu Cơ trong Kinh kịch.

Những câu chuyện về Ngu Cơ, cuộc đời giữa Ngu Cơ và Hạng Vũ được kể và mô tả nhiều dạng trong văn học dân gian, chuyện kể lẫn điển tích. Nhưng nổi tiếng nhất trong số đó phải kể đến điển tích "Bá Vương biệt cơ". Đây là một câu chuyện được chuyển thể từ cuộc đời của Ngu Cơ và Hạng Vũ, nhấn mạnh về tình cảm giữa hai người trong thành Cai Hạ. Tuy có nhiều sự nghi ngờ về tính xác thực, nhưng điển tích này về sau đã trở thành một đoạn bi tráng nổi tiếng trong lịch sử Trung Quốc.
Điển tích này dựa vào tình tiết Hạng Vũ đau buồn hát bài bài "Cai Hạ ca" được Sử ký và Hán thư ghi chép. So với lịch sử thì điển tích cũng không sai biệt lắm, khi quân Sở bị bao vây ở Cai Hạ, Tây Sở Bá Vương Hạng Vũ đóng quân ở trong thành Cai Hạ, binh ít lương hết, tình thế lâm vào cảnh nguy khốn. Quân Hán và quân chư hầu bủa vây nhiều vòng. Đang đêm, Bá Vương thức dậy nghe quân Hán ở bốn mặt đều hát giọng Sở, đây là một mưu kế của Trương Lương để kích động quân Sở. Bá Vương kinh hoàng, nói rằng: "Hán đã lấy được Sở rồi sao? Sao mà người Sở lại đông như thế?". Đêm hôm đó, Bá Vương uống rượu trong trướng cùng Ngu Cơ, đau đớn cảm khái làm bài "Cai Hạ ca". Bá Vương cứ như thế vừa uống rượu mà ca mấy lần, tâm trạng cực kì ảo não. Ngu Cơ ở bên múa kiếm, hát hòa theo lời bài ca rồi tự tử.
Đến lúc này, chỉ có một điểm khiến điển tích khác so với lịch sử. Bên cạnh bài "Cai Hạ ca" được ghi chép lại, thì trong điển tích này xuất hiện một bài gọi là "Hòa Cai Hạ ca" (和垓下歌) do Ngu Cơ múa kiếm hát hòa theo:
| Cai Hạ ca | Cai Hạ ca | Hòa Cai Hạ ca                                                                             | Hòa Cai Hạ ca                                                                           |
| --- | --- | ----------------------------------------------------------------------------------------- | --------------------------------------------------------------------------------------- |
| Lực bạt sơn hề, khí cái thế, Thời bất lợi hề, Truy bất thệ Truy bất thệ hề khả nại hà, Ngu hề, Ngu hề nại nhược hà. | Sức dời núi, khí trùm trời, Ô Truy chùn bước bởi thời không may! Ngựa sao chùn bước thế này? Ngu Cơ, biết tính sao đây hỡi nàng? | Hán binh dĩ lược địa, Tứ diện Sở ca thanh. Trượng phu ý khí tận, Tiện thiếp hà liêu sinh. | Quân Hán đã cướp đất, Bốn mặt giọng Sở ca. Đại vương ý khí tận; Tiện thiếp sống chi mà? |

Thấy Ngu Cơ chết, Bá Vương đau thương khôn nguôi khi mất đi người tri kỷ mà khóc hết dòng lệ, tả hữu xung quanh đều khóc, không ai có thể ngẩng lên nhìn. Kết cục sau đó đều như chính sử ghi chép lại, Bá Vương Hạng Vũ chọn hơn 800 kỵ binh trung thành, liều chết phá vòng vây của quân Hán, vượt ra ngoài. Chạy đến đình Ô Giang ở Trường Giang sông Dương Tử thì cùng đường.Tự thấy không còn chí khí qua sông về Giang Đông tái dựng cơ đồ, Bá Vương tự vẫn ở trấn Ô Giang.
Điểm đặc biệt nhất của điển tích là bài "Hòa Cai hạ ca" và tình tiết Ngu Cơ tự sát ngay sau đó. Về bài hát, tư liệu nhắc đến cụ thể nhất là từ "Sử ký chính nghĩa" của Trương Thủ Tiết đời nhà Đường, mà Thủ Tiết là dẫn từ Sở Hán xuân thu của học giả Tây Hán là Lục Giả, thất truyền từ thời kỳ Nam Tống. Sự chính xác của điển tích này cho đến nay vẫn là tranh luận, bởi vì cả Sử ký lẫn Hán thư đều không hề đề cập chuyện này, mà tác phẩm của Lục Giả lại là một trong các tư liệu để Tư Mã Thiên soạn nên Sử ký nổi tiếng. Bởi vì thất truyền, cộng thêm Hán-Đường đã trải qua quá lâu, không rõ thông tin mà Trương Thủ Tiết trích dẫn có phải từ Sở Hán xuân thu thực sự, hay là đã tam sao thất bản, đến nay cũng không thể khẳng định. Nhưng cho dù thế nào, điển tích "Bá Vương biệt cơ" về sau được tung hô hết mực, bởi điển tích được kết nối dựa trên nhiều sự kiện có thật trong lịch sử để nhấn mạnh mối tình thủy chung giữa Hạng Vũ và Ngu Cơ.

### Quê quán và tưởng nhớ
Trong chính sử hoàn toàn không ghi lại quê quán của Ngu Cơ, sở dĩ người đời mặc định bà là người nước Sở (nay là khu vực tỉnh Giang Tô) chỉ bởi vì bà là vợ của Hạng Vũ, một quý tộc nước Sở chính gốc. Có hai giả thuyết khác nhau về quê quán cụ thể của bà, giả thuyết thứ nhất nói bà đến từ trấn Nhan Tập, nay thuộc huyện Thuật Dương, địa cấp thị Tú Thiên, trong khi giả thuyết thứ hai nói bà đến từ Tô Châu, nay là địa cấp thị Tô Châu. Các địa danh đều thuộc tỉnh Giang Tô, và cũng là quê hương của Hạng Vũ.
Ở trấn Nhan Tập, huyện Thuật Dương có địa danh Ngu Cơ câu (虞姬沟), một hào nước uốn lượn với phong cảnh đẹp, trong vùng có rất nhiều truyền thuyết liên quan đến Ngu Cơ cùng Hạng Vũ, như Yên chi tỉnh (胭脂井), Bá Vương kiều (霸王桥), Cửu long khẩu (九龙口) cùng Hạng Trạch (项宅). Căn cứ theo Giang Tây Cát An Lư Lăng Hạng thị gia phổ, Ngu Cơ được mô tả với cách gọi là Ngu Hậu: "Ngu Hậu sinh ra, có năm con phượng tỏa sáng trong nhà, mùi hương kì lạ không dứt, năm sinh là Đinh Sửu (224 TCN), mất năm Kỷ Hợi (202 TCN), táng ở Bành Thành". Một ghi chép khác cùng tại huyện Thuật Dương về Ngu Cơ rằng, có một viên quan, nhà thơ nổi tiếng thời Nhà Thanh là Viên Mai, trong thời gian giữ chức Tri huyện Thuật Dương từng làm một bài thơ "Quá Ngu câu du Ngu Cơ miếu", cũng tự chú là "Tương truyền, Ngu Cơ là người huyện Thuật vậy". Hiện tại ở vùng Thường Thục của Tô Châu, có nhiều địa danh lấy tên Ngu Cơ, ví dụ như huyện Thường Thục có biệt danh là Ngu Thành, lại có Ngu Sơn. Tương truyền, thôn mà bà sinh ra gọi là thôn Ngu Khê thôn.
Có nhiều giả thuyết về phần mộ Ngu Cơ và nhiều nơi tại Trung Quốc ngày nay có mộ của bà. Các nhà nghiên cứu Trung Quốc ngày nay đã tổng kết các địa danh về phần mộ và nơi thờ bà xung quanh khu vực Cai Hạ trong lịch sử. Có thể kể đến huyện Định Viễn, thuộc địa cấp thị Trừ Châu, tỉnh An Huy, cách 60 dặm so với vùng trận đánh Cai Hạ, tuy nhiên ngày nay không còn dấu tích gì về mộ bà tại huyện này. Theo ghi chép của sách Dư địa chí đời nhà Thanh thì ngôi mộ của Ngu Cơ ở huyện Linh Bích, thuộc địa cấp thị Túc Châu, tỉnh An Huy. Ngôi mộ nằm trên vị trí của trận Cai Hạ nơi bà qua đời. Ngày nay, đây là một ngôi mộ được trùng tu và bảo tồn với tên gọi là lăng Linh Bích, có bia ghi ba chữ "Nữ anh hùng".

## Hình tượng nghệ thuật

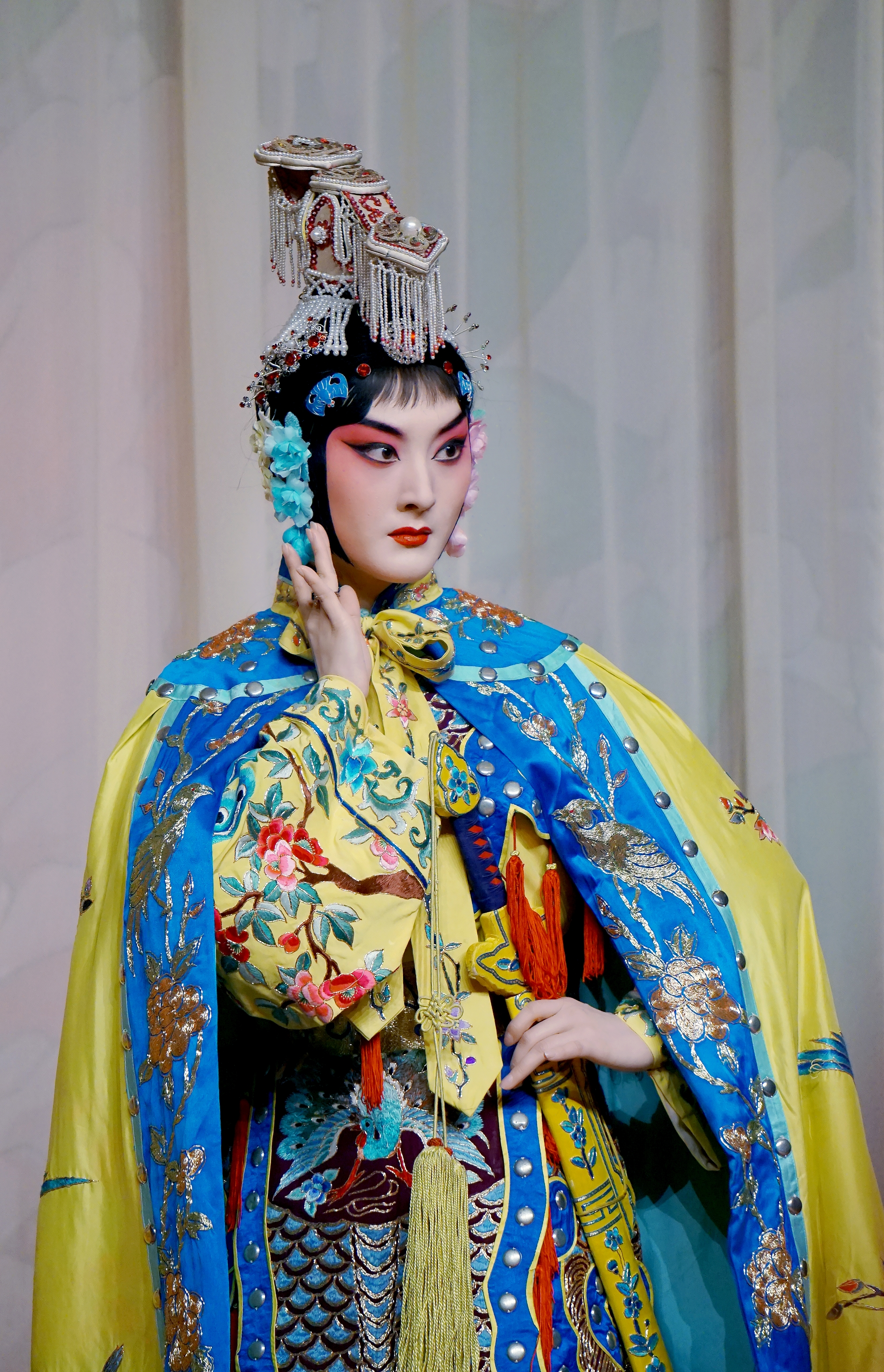
Hình tượng trong các vở Kinh kịch của Ngu Cơ.

Mối tình của Ngu Cơ và Hạng Vũ phổ biến trong dân gian, qua thời gian đã trở thành một chủ đề rất được ưa chuộng của nhiều vở kịch, bộ phim điện ảnh và phim truyền hình. Trong những tác phẩm này, Ngu Cơ luôn được thể hiện là một người phụ nữ chung tình, mặc dù không có nhiều thông tin về Ngu Cơ được ghi lại trong lịch sử. Cảnh tượng Tây Sở Bá Vương Hạng Vũ vĩnh biệt Ngu Cơ trước khi xuất trận lần cuối được diễn thành vở Kinh kịch, nổi tiếng nhất là vở "Bá Vương biệt Cơ". Một cuốn tiểu thuyết cùng tên của Lý Bích Hoa đã được Trần Khải Ca chuyển thể thành phim gây tiếng vang lớn. Các nhà thơ như Tô Đông Pha và Viên Mai cũng viết một số bài thơ về Ngu Cơ.
Các nữ diễn viên như Trần Ngọc Liên, Ngô Mỹ Hạnh, Dương Cung Như, Quan Chi Lâm và Lưu Diệc Phi đã thể hiện vai diễn Ngu Cơ trong những bộ phim điện ảnh và phim truyền hình. Một số bộ phim có nhân vật Ngu Cơ như:
- Bộ phim Hồng Kông Sở hà Hán giới (楚河漢界) năm 1985; do Trần ngọc Liên thủ vai Ngu Cơ.
- Bộ phim điện ảnh Tây Sở Bá Vương (西楚霸王) năm 1994; do Quan Chi Lâm vai Ngu Cơ.
- Bộ phim truyền hình Tây Sở Bá Vương (西楚霸王) năm 1994; do Thi Ý diễn Ngu Cơ.
- Bộ phim truyền hình Hán Lưu Bang (漢劉邦) năm 1998; do Chu Lộ diễn Ngu Cơ.
- Bộ phim Hồng Kông Sở Hán kiêu hùng (楚汉骄雄) năm 2004; do Ngô Mỹ Hạnh diễn Ngu Cơ.
- Bộ phim truyền hình Đại Hán Phong (大漢風) năm 2005; do Dương Cung Như diễn Ngu Cơ.
- Bộ phim truyền hình Thần thoại năm 2010; do Trương Manh diễn Ngu Cơ. Bộ phim chuyển thể bởi Hồ Ca từ tác phẩm điện ảnh cùng tên lừng danh của Thành Long.
- Bộ phim điện ảnh Hồng Môn yến (鴻門宴) năm 2011; do Lưu Diệc Phi thủ diễn Ngu Cơ.
- Bộ phim truyền hình Sở Hán truyền kỳ (楚汉爭雄) năm 2012; do Lý Y Hiểu diễn Ngu Cơ.
- Bộ phim Tần thời minh nguyệt (秦时明月) năm 2015; do Kim Thần vai Xích Luyện (赤练), về sau là Ngu mỹ nhân.

Ngoài ra, bộ phim điện ảnh Bá Vương biệt cơ cũng dựa vào câu chuyện giữa Hạng Vũ và Ngu Cơ. Trong phim, nhân vật Trình Điệp Y (Trương Quốc Vinh thủ vai) nhận vai diễn Ngu Cơ trong bối cảnh của câu chuyện. Đặc biệt, bộ phim Bá Vương biệt cơ giành đoạt giải Cành cọ vàng năm 1993 tại Liên hoan phim Cannes.